# Šentjanž, Sevnica
Šentjanž je naselje v Občini Sevnica.